# Buchnera pusilla
Buchnera pusilla là loài thực vật có hoa thuộc họ Cỏ chổi. Loài này được Kunth mô tả khoa học đầu tiên năm 1817.